# Mathurin Chereil de La Rivière
Mathurin Chéreil, seigneur de La Rivière et de La Réauté, fut un magistrat français, maire de Rennes de 1686 à 1692.

## Biographie
Mathurin Chereil de La Rivière est le fils de Mathurin Chéreil, sieur des Vergers, de La Rivière, de la Réauté et de La Gouverdière, avocat à la Cour, et de Jacquette Levesque. Son frère, Hyacinthe Chereil (-1714), religieux dominicain, sera prieur de Guingamp. Marié à Jeanne Drouet de Montgermont, dame du Bois Glaume, il est le grand-père de Mathurin Chéreil de La Rivière (1721-1782), président en la Chambre des comptes de Bretagne, et de l'abbé René de Saint-Pern (1732-1789), aumônier de la reine et abbé commendataire de l'abbaye de Montbenoît.
Il est avocat au parlement de Bretagne, sénéchal de la vicomté du Boschet en Bourg-des-Comptes, conseiller du roi au siège présidial de Rennes. Il est procureur général syndic de Rennes, subdélégué de l'intendant de Bretagne et député aux États de Bretagne en 1715.
Il est propriétaire du manoir de la Rivière-Chereil, à Bourg-des-Comptes.